# Sergentomyia yaoi
Sergentomyia yaoi är en tvåvingeart som beskrevs av Oskar Theodor 1958. Sergentomyia yaoi ingår i släktet Sergentomyia och familjen fjärilsmyggor. Inga underarter finns listade i Catalogue of Life.